# Ситняг болотяний
Ситняг болотяний, ситняг болотний (Eleocharis palustris) — невелика рослина родини осокові.

## Загальний опис
Заввишки 10–50 см із дуже галузистим кореневищем, від якого відходять темно-зелені вертикальні пагони. Широко розповсюджений вид. Стебла розвиваються пучками, тому зарості можуть нагадувати щітку.

## Поширення
Поширений у більшій частині північної півкулі від Азорських островів, Канарських островів і Північної Африки до Ісландії й по всій Європі на схід, через Близький Схід, Непал, Пакистан, Кавказ, Казахстан та Монголію до Сахаліну, Японії й Китаю. Також проживає по всій Північній Америці від Аляски до Гренландії і на південь, до східної частини Мексики. Зростає на мілководдях і по берегах водойм, по канавах, сирих дорогах, на луках, ситняг болотний утворює темно-зелені зарості.

## Використання
Худоба їсть цю рослину неохоче, у вигляді сіна — краще.